# Maria Müller-Sommer
Maria Charlotte Angelika Müller-Sommer (* 4. Mai 1922 in Berlin; geborene Janicki; † 27. August 2023) war eine deutsche Bühnenverlegerin.

## Leben
Müller-Sommer studierte in Berlin Theaterwissenschaft, Germanistik und Kunstgeschichte und promovierte 1945 mit einer Arbeit zur Zensur im Berliner Theaterleben. 
Im Jahr darauf kam sie als Dramaturgin zur Gustav Kiepenheuer Bühnenvertriebs-GmbH. Sie erwarb die Anteile des Unternehmens und wurde 1950 alleinige Geschäftsführende Gesellschafterin. In den folgenden Jahren band sie zahlreiche junge oder in Deutschland noch unbekannte Autoren wie Günter Grass, Jean Giraudoux, Arthur Miller oder Jean Anouilh an ihren Verlag.
Daneben war sie Vorsitzende des Verwaltungsrates der VG Wort und ab 1999 deren Ehrenpräsidentin. Sie war Mitglied im PEN-Zentrum Deutschland.
Müller-Sommer lebte zuletzt in Berlin-Dahlem.

## Ehrungen
- 1990: Verdienstkreuz 1. Klasse der Bundesrepublik Deutschland
- 2002: Verdienstorden des Landes Berlin
- 2012: Rahel-Varnhagen-von-Ense-Medaille
- 2014: Deutscher Theaterpreis Der Faust für ihr Lebenswerk
- 2017: Ernst-Reuter-Plakette